# Femmes dans la vie du Christ
 (juin 2025).
Motif : Article sans aucune source. Si l'œuvre complète est évidemment admissible (et n'a d'ailleurs pas d'article à cette heure) car c'est un classique du XVe siècle, il n'existe aucun indice de notoriété pour cette sélection et traduction en français parue en 1987 ; une édition parmi de nombreuses autres beaucoup plus notables
- Archive Wikiwix
- Bing
- Cairn
- DuckDuckGo
- E. Universalis
- Gallica
- Google
- G. Books
- G. News
- G. Scholar
- Persée
- Qwant
- (zh) Baidu
- (ru) Yandex
- (wd) trouver des œuvres sur Wikidata

| 1. | Préciser le motif de la pose du bandeau. | Précisez le motif de la pose du bandeau en utilisant la syntaxe suivante : {{admissibilité à vérifier\|date=août 2025\|motif=remplacez ce texte par le motif}}                                    |
| 2. | Informer les utilisateurs concernés.     | Pensez à avertir le créateur de l'article, par exemple, en insérant le code ci-dessous sur sa page de discussion : {{subst:avertissement admissibilité à vérifier\|Femmes dans la vie du Christ}} |

 (juin 2025).
Si vous disposez d'ouvrages ou d'articles de référence ou si vous connaissez des sites web de qualité traitant du thème abordé ici, merci de compléter l'article en donnant les références utiles à sa vérifiabilité et en les liant à la section « Notes et références ».
Femmes dans la Vie du Christ est une anthologie de la Vie du Christ (Vita Christi) écrite par Isabelle de Villena (1430), traduite du catalan par Patrick Gifreu, et publiée en France aux éditions de la Merci en 2008.

## Résumé
La Vita Christi de sœur Isabelle de Villena s'inscrit dans une tradition d'œuvres médiévales qui prennent pour base la vie de Jésus-Christ. Ces œuvres comportent un commentaire induisant à la méditation et lui fournissant de multiples sujets d'émotion. Cependant, l'auteur n'hésite pas à prendre ses distances avec les œuvres de ses prédécesseurs et de ses contemporains. Sa Vita est unique.
On note le rôle éminent que tient la Vierge Marie dans le livre. Et de nombreux chapitres sont consacrés moins à la relation des actes de Jésus qu'à la description des effets que ceux-ci provoquent en la Vierge Marie. La plénitude de grâce, accordée à la Vierge en tant que Mère de Dieu, signifie la plénitude de perfection de ce qui est caractéristique de la femme, de ce qui est féminin. On trouve en elle l'archétype de la dignité personnelle de la femme.
Sœur Isabelle défend la dignité de la femme et sa vocation conformément à l'Écriture et au Magistère. Pour cela, elle doit faire la démonstration de la valeur morale de la femme, créature de Dieu au même titre que l'homme, et non instrument du diable.

## Éditions
- Sœur Isabelle de Villena, Femmes dans la Vie du Christ, Éditions de la Merci, Perpignan, 2008  (ISBN 978-2-9531917-1-4)